# Judith Lorber
Judith Lorber este o profesoară emerită de sociologie și studii despre femei la Colegiul Brooklyn și la Graduate School CUNY (unde a coordonat primele programe doctorale în domeniul studiilor feministe), membră fondatoare a prestigioasei reviste Gender and Society.

## Lucrări de cercetare
Autoare a unor cărți importante de sociologie feministă: 
- Gender Inequalities: Feminist Theories and Politics (Roxbury 1998);
- Gender and the Social Construction of Ilness (Sage, 1997);
- Paradoxes of Gender (Yale, 1994).

Co-editoare a unor volume de sociologie feministă importante ca “Revisioning Gender (Sage, 1999) sau “The Social Construction of Gender” (Sage, 1991).
Lorber este promotoarea conceptului de “gen ca instituție socială”, concept preluat și utilizat ulterior de alți sociologi feminiști și nu numai.